# Ferrovie Nord Milano

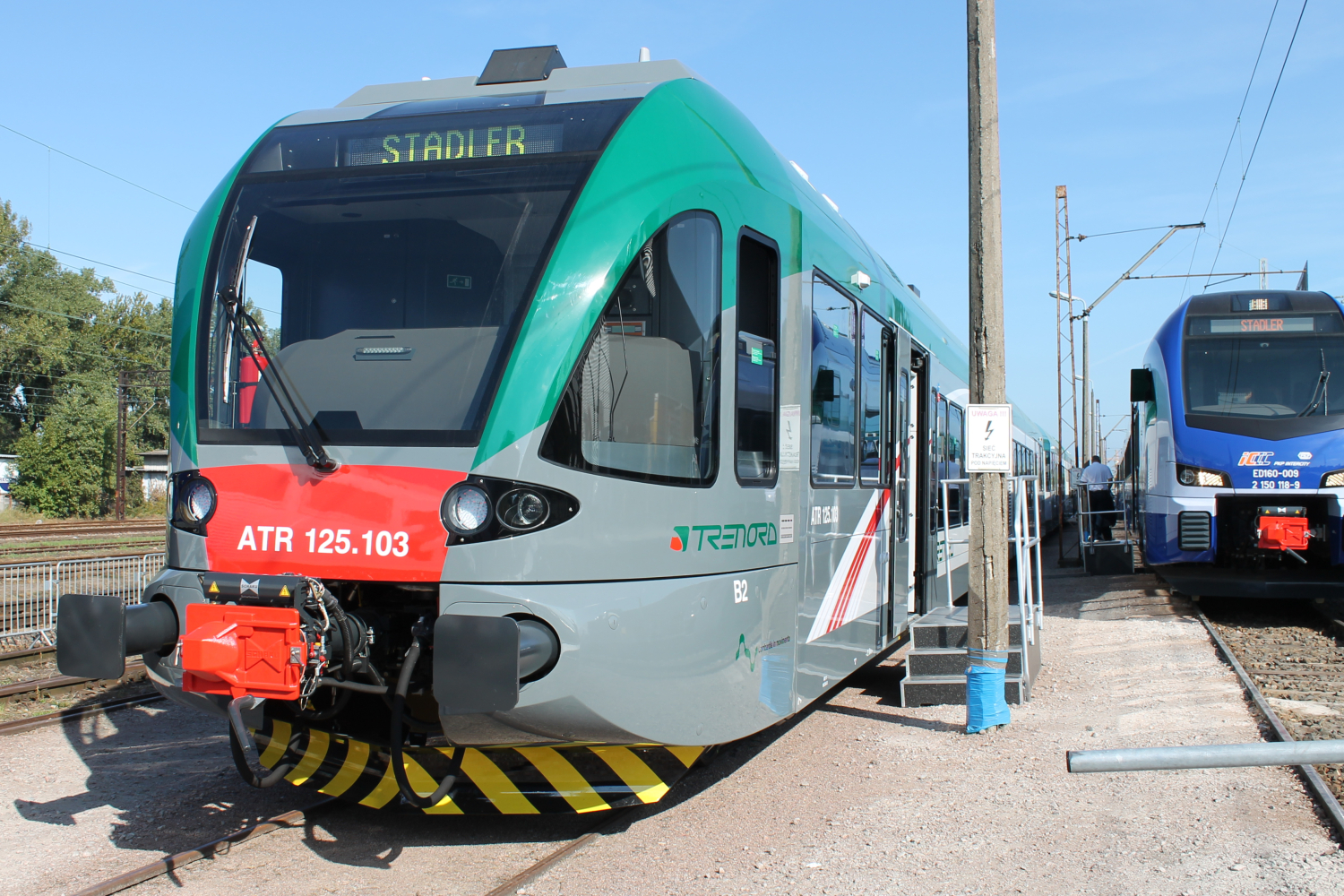
Pojazd Stadler GTW przewoźnika prezentowany na targach Trako 2015

Ferrovie Nord Milano – włoski przewoźnik kolejowy, drugie co do wielkości przedsiębiorstwo kolejowe we Włoszech. Działa głównie w północnych regionach Włoch: Lombardii, Piemoncie i w kantonie Ticino na południu Szwajcarii. Jest notowany na giełdzie w Mediolanie, jego głównymi akcjonariuszami są Region Lombardii (57,57%), Ferrovie dello Stato (14,5%%) i Aurelia SpA (3%).